# 阿奇博尔德喷泉

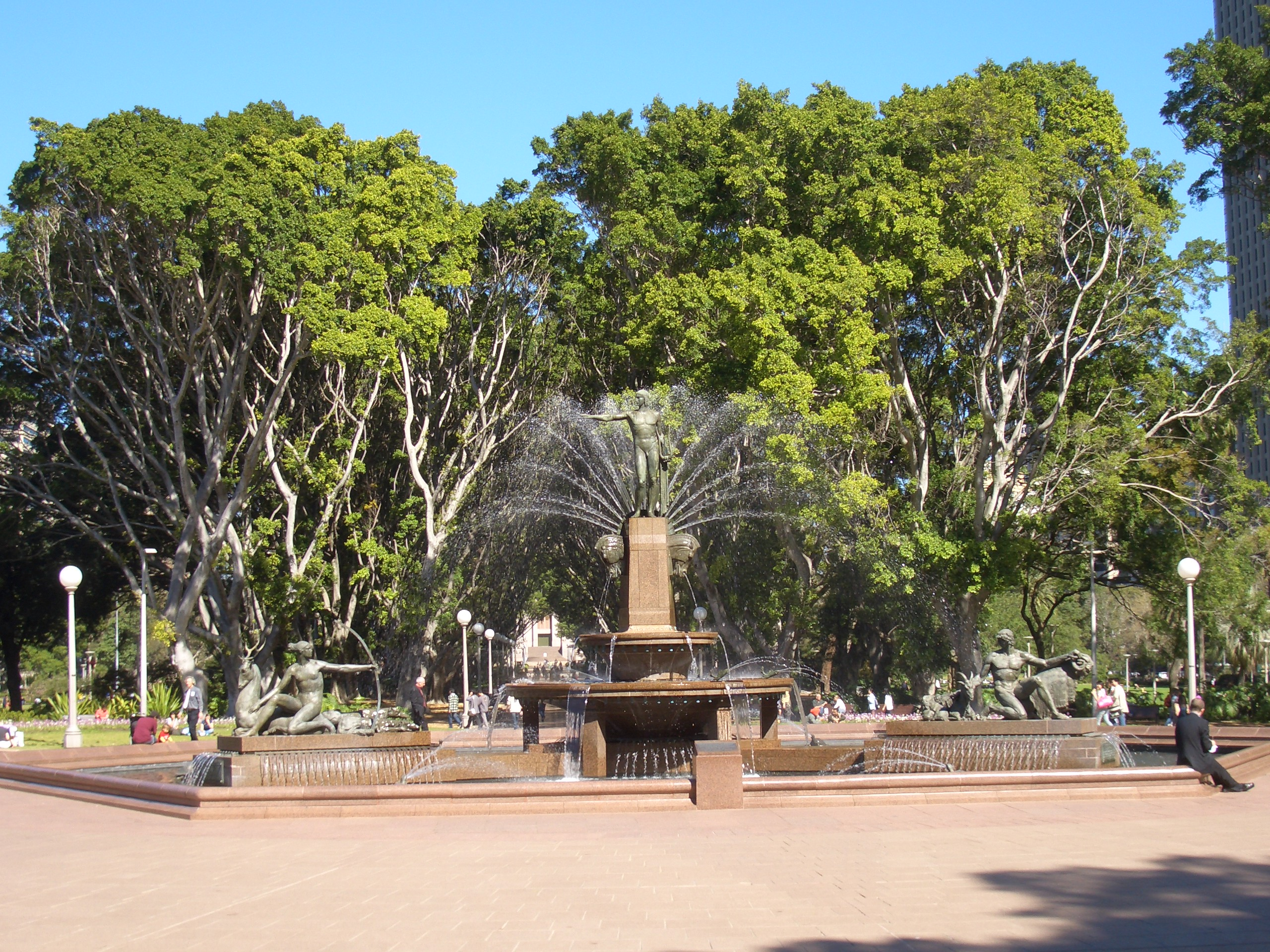
阿奇博尔德喷泉

阿奇博尔德喷泉（J. F. Archibald Memorial Fountain）位于澳大利亚悉尼市中心的海德公園，以捐资者、《The Bulletin》杂志主编J. F.阿奇博尔德命名。阿奇博尔德规定，设计者必须是一位法国艺术家，一方面是因为他热爱法国文化，另一方面是为了纪念在第一次世界大战中澳大利亚和法国的联系。 他希望悉尼从巴黎的城市设计和装饰得到灵感。他所选择的艺术家是弗朗索瓦 - 莱昂·錫卡（François-Léon Sicard），1926年在巴黎完成作品，1932年3月14日由悉尼市长塞缪尔·沃尔德揭幕。

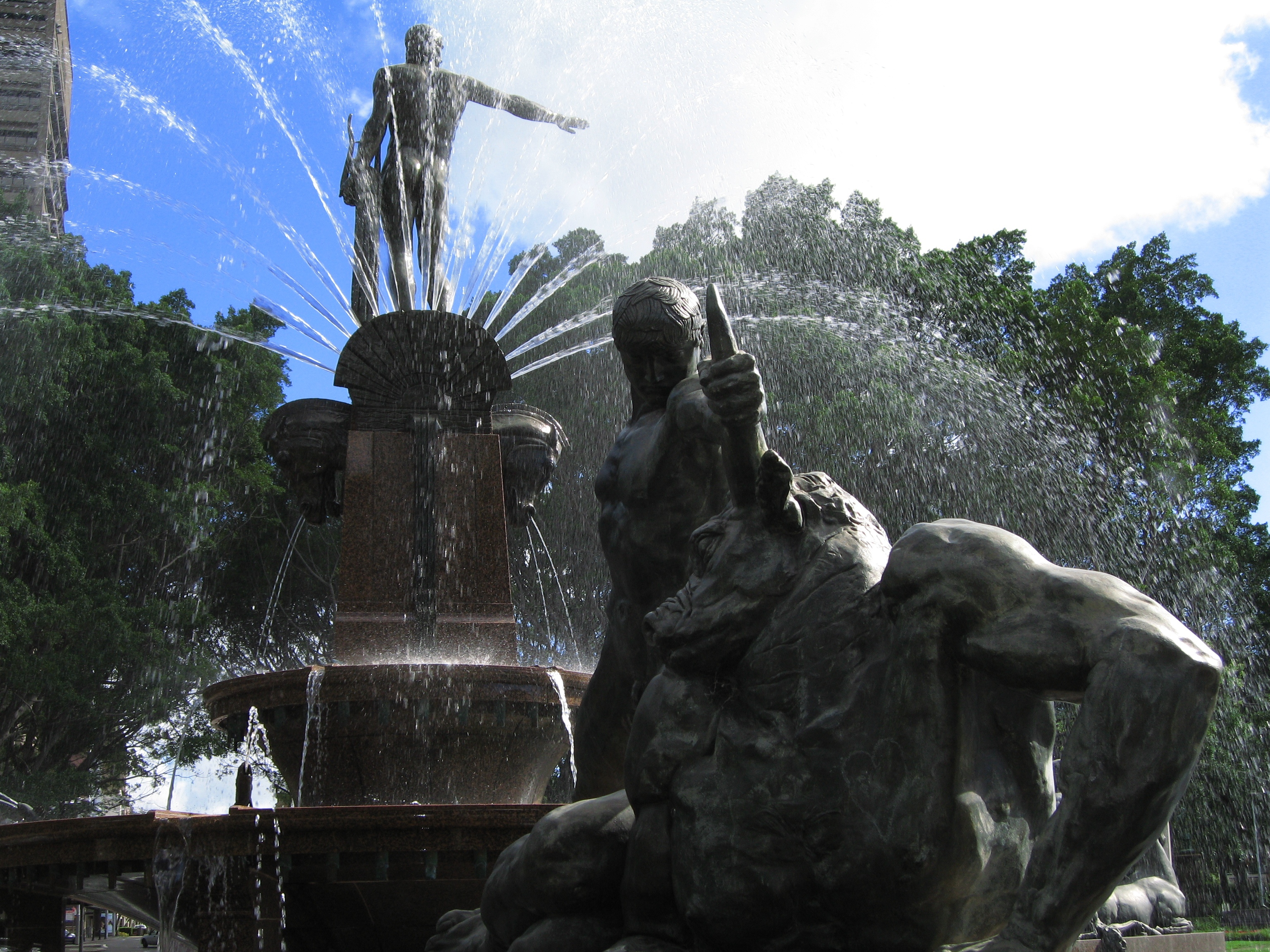

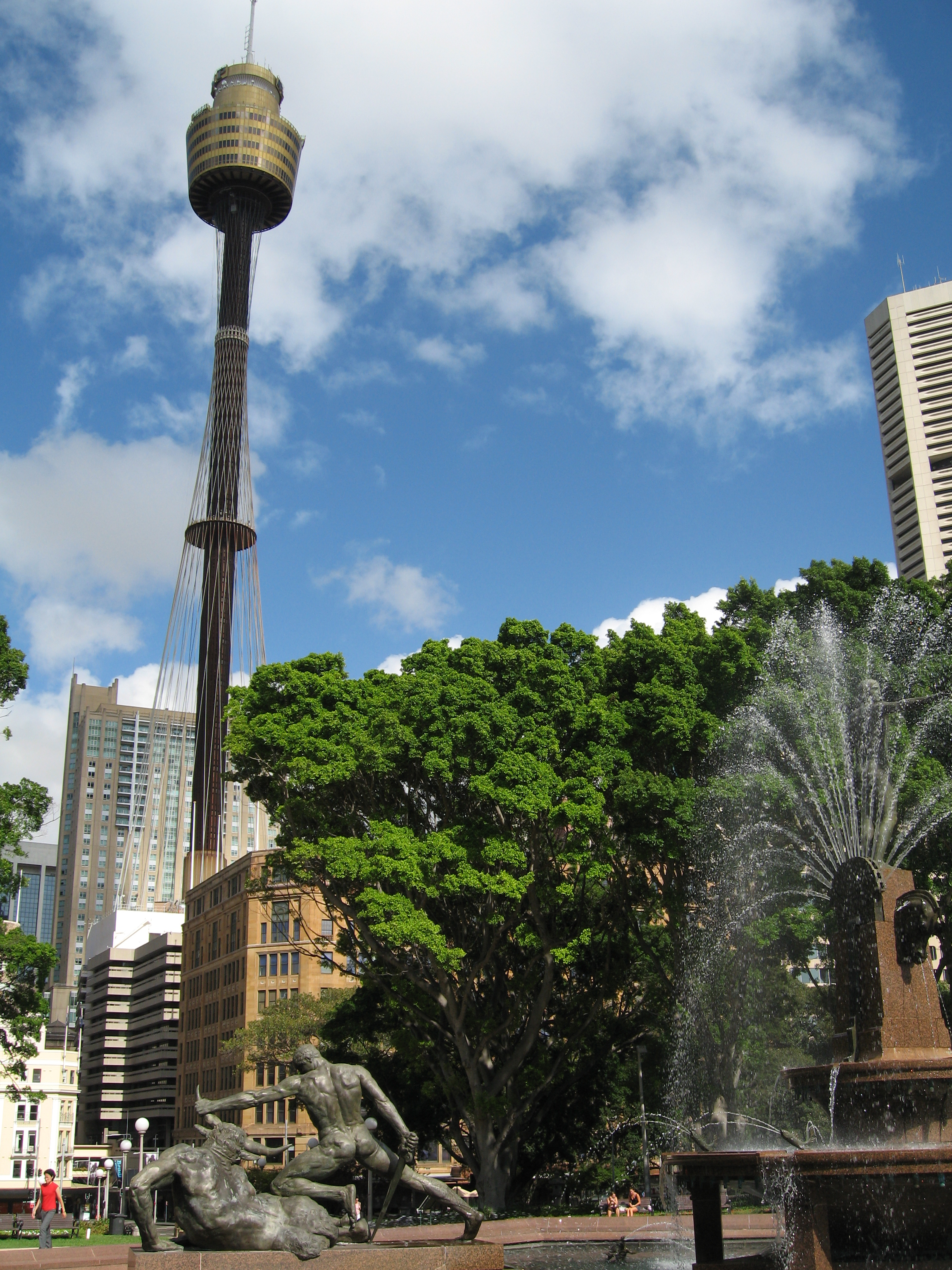